# Kromnitrid
Kromnitrid är en kemisk förening med formeln CrN. Ämnet är väldigt hårt och extremt korrosionsbeständigt. Ämnet är en interstitiell förening, där kväveatomer tar upp de oktaedriska hålrummen i kromgittret. Således är inte ämnet en strikt krom(III)-förening, och inte heller en nitridförening. CrN förekommer ytterst sällsynt i naturen som mineralet carlsbergit: som tunna skivor längs korngränserna mellan kamacit och troilit i järnmeteoriter. En annan interstitiell förening av krom och kväve är dikromnitrid (Cr2N). 

## Tillverkning
Kromnitrid kan framställas genom direkt kombination av krom och kväve vid 800 °C:
2 Cr + N2 → 2 CrN